# Emil Bergström
Emil Evert Bergström (Stoccolma, 19 maggio 1993) è un calciatore svedese, difensore del Panserraïkos.

## Caratteristiche tecniche
È prevalentemente un difensore centrale, tuttavia può agire all'evenienza anche sulle fasce o come centrocampista centrale.

## Carriera

### Club
A livello giovanile Bergström è passato dallo Spånga al Brommapojkarna, squadre della periferia ovest di Stoccolma, per poi entrare a far parte del vivaio del Djurgården nel 2008.
Il suo debutto in prima squadra risale al 15 aprile 2011, quando sostituì Kebba Ceesay al 36º minuto del match Djurgården-Malmö (0-1). Il 30 giugno 2013 fu proprio Bergström a realizzare l'ultima rete della storia dell'Olympiastadion di Stoccolma, segnando il definitivo 2-0 in Djurgården-Öster prima che la squadra traslocasse definitivamente alla nuova Tele2 Arena.

### Nazionale
Ha giocato nelle nazionali giovanili svedesi Under-17, Under-18, Under-19 ed Under-21.
Tra il 2015 ed il 2016 ha giocato 3 partite con la nazionale maggiore svedese.